# Platylabops famelicosus
Platylabops famelicosus är en stekelart som först beskrevs av Berthoumieu 1903.  Platylabops famelicosus ingår i släktet Platylabops och familjen brokparasitsteklar. Inga underarter finns listade i Catalogue of Life.